# Неоконсерватизм
Неоконсервати́зм (англ. neoconservatism, neocon) — популярний політичний рух в США, який пропагує агресивну зовнішню політику та ринкові економічні стратегії на кшталт Рейганоміки. Рух передбачає активне використання економічної та військової могутності США для відстоювання своїх інтересів та інтересів своїх союзників. Основними довгостроковими цілями неоконсерваторів є перемоги над ворожими державами, становлення демократії по всьому світі й просування ідей лібералізму в авторитарних режимах. Багато принципів неоконсерваторів ґрунтуються на традиційних ідеях консерватизму, вільного ринку та на мілітаристській філософії «миру через силу», «сильної руки». Золотими епохами неоконсерватизму є терміни президентства республіканців впродовж Холодної війни, особливо Рональда Рейгана. Прихильники неоконсерватизму відомі своєю зневагою до радянського комунізму та непохитно твердою позицією в питаннях відстоювання глобальних інтересів США.